# Mitophis
Mitophis is een geslacht van slangen uit de familie draadwormslangen (Leptotyphlopidae) en de onderfamilie Epictinae.

## Naam en indeling
De wetenschappelijke naam van de groep werd voor het eerst voorgesteld door Stephen Blair Hedges, Solny Arnardottir Adalsteinsson en William Roy Branch in 2009. Er zijn vier soorten die tot 2009 allemaal tot het geslacht Leptotyphlops werden gerekend.
De geslachtsnaam Mitophis betekent vrij vertaald 'draadslang'; mitos = draad en ophis = slang.

## Verspreiding en habitat
De slangen komen voor in delen van het Caribisch Gebied en leven endemisch op Hispaniola, een groot eiland in de Caraïbische Zee. De habitat bestaat uit droge tropische en subtropische bossen en vochtige tropische en subtropische laaglandbossen. Ook in door de mens aangepaste streken zoals landelijke tuinen, akkers, weilanden en aangetaste bossen kunnen de dieren worden aangetroffen.

## Beschermingsstatus
Door de internationale natuurbeschermingsorganisatie IUCN is aan alle soorten een beschermingsstatus toegewezen. Een soort wordt beschouwd als 'bedreigd' (Endangered of EN) en drie soorten staan te boek als 'ernstig bedreigd' (Critically Endangered of CR).

## Soorten
Het geslacht omvat de volgende soorten, met de auteur en het verspreidingsgebied.
| Naam                   | Auteur                             | Verspreidingsgebied                                                        | Beschermingsstatus |
| ---------------------- | ---------------------------------- | -------------------------------------------------------------------------- | ------------------ |
| Mitophis asbolepis     | Thomas, McDiarmid & Thompson, 1985 | Hispaniola (zuidwesten van de Dominicaanse Republiek)                      |                    |
| Mitophis calypso       | Thomas, McDiarmid & Thompson, 1985 | Hispaniola                                                                 |                    |
| Mitophis leptipileptus | Thomas, McDiarmid & Thompson, 1985 | Hispaniola (zuidoostelijk Haïti)                                           |                    |
| Mitophis pyrites       | Thomas, 1965                       | Hispaniola (zuidoostelijk Haïti, zuidwesten van de Dominicaanse Republiek) |                    |